# Nicobarenbuulbuul
De nicobarenbuulbuul (Hypsipetes nicobariensis) is een zangvogel uit de familie buulbuuls (Pycnonotidae). De wetenschappelijke naam van de soort werd in 1854 door Frederic Moore gepubliceerd.

## Verspreiding en leefgebied
Deze soort is endemisch op de Nicobaren, een groep eilanden in de Golf van Bengalen in het oosten van de Indische Oceaan.

## Status
De grootte van de populatie is in 2018 geschat op 3500-20.000 volwassen vogels. Het verspreidingsgebied is klein en de aantallen gaan achteruit door ontbossing. Op de Rode lijst van de IUCN heeft deze soort de status gevoelig.